# Stetind (Nordland)
Der Stetind (lulesamisch: Státtájåhkkå) ist ein 1.392 m hoher Berg am Tysfjord in Nord-Norwegen. Die Übersetzung seines norwegischen Namens bedeutet „Ambosszinne“. Im Jahr 2002 wurde er in Norwegen zum „Nationalberg“ gekürt.
Nach einigen gescheiterten Besteigungsversuchen Ende des 19. Jahrhunderts gelang 1910 die erstmalige dokumentierte Besteigung des Berges durch Ferdinand Schjeldrup, Carl Wilhelm Rubenson und Alf Bonnevie Bryn. Mit Einführung der Bolzenkletterei schließlich gelangen dem norwegischen Öko-Philosophen und Bergsteiger Arne Næss ab 1936 mehrere Besteigungen auf technisch anspruchsvollen Routen, 1963 zusammen mit Ralph Høybakk und K. Friis Baasted die erste Winterbesteigung des Berges, und im Sommer 1966 die Durchsteigung der äußerst schwierigen Westwand. Heute ist das Einschlagen von Bolzen am Stetind verboten, auf der Hauptroute über den Nebengipfel Halls Fortopp befinden sich aber noch zahlreiche Bolzen früherer Kletterer im Berg.
Stetind gilt als höchster Granit-Obelisk der Erde. Seine Umgebung überragt und beherrscht er deutlich. Die Lage weit im Norden und die oft extremen Wetterbedingungen machen seine Besteigung auch auf dem Normalweg zu einem ernsten Unterfangen.
Durch den Berg führt seit den 1980er Jahren ein Tunnel des RV 827, ein Bauwerk, das unter den Einheimischen wie auch unter Naturschützern äußerst umstritten ist, unter anderem da der Berg in der samischen Kultur als heilig gilt.

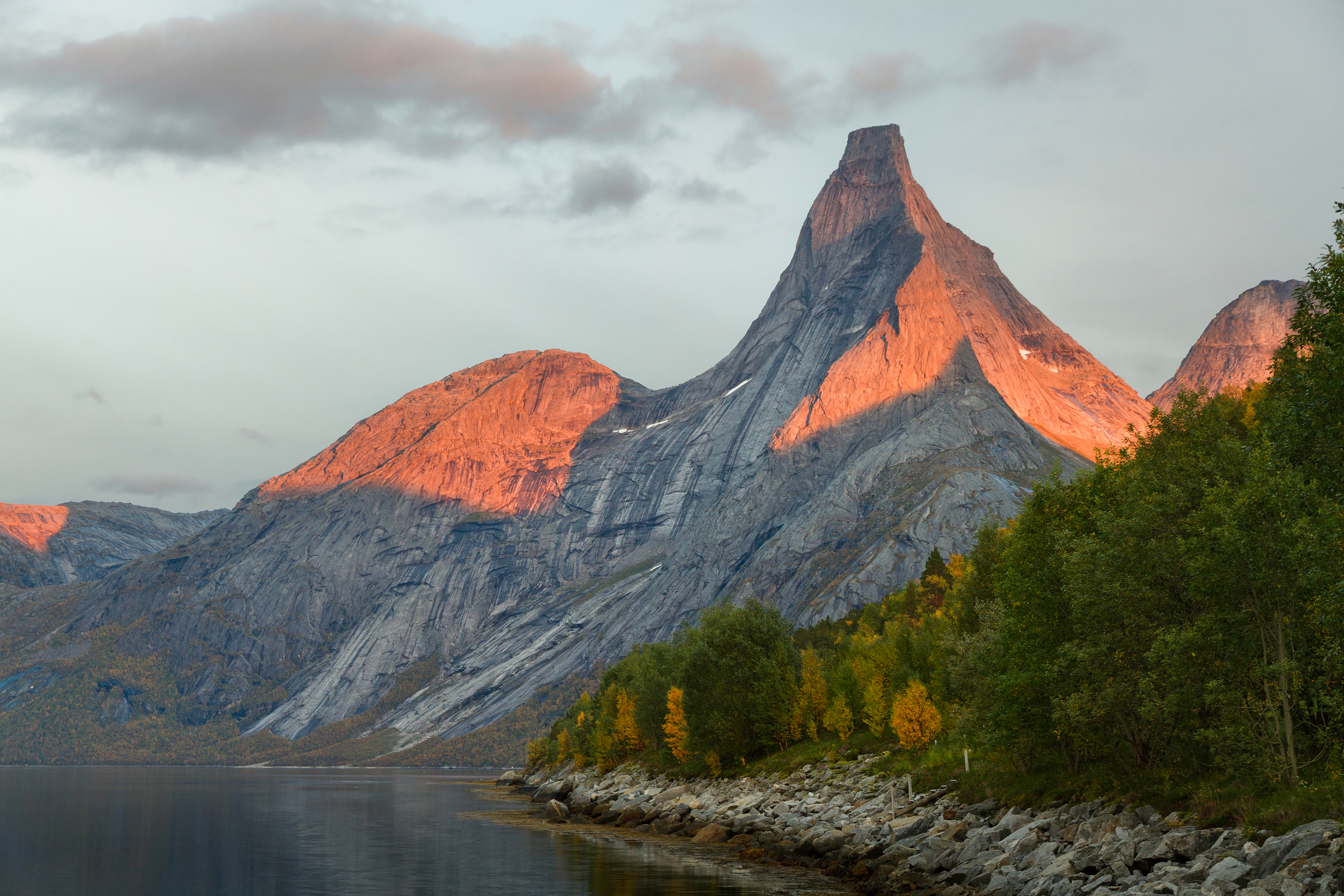
Der Stetind aus Nordwesten gesehen
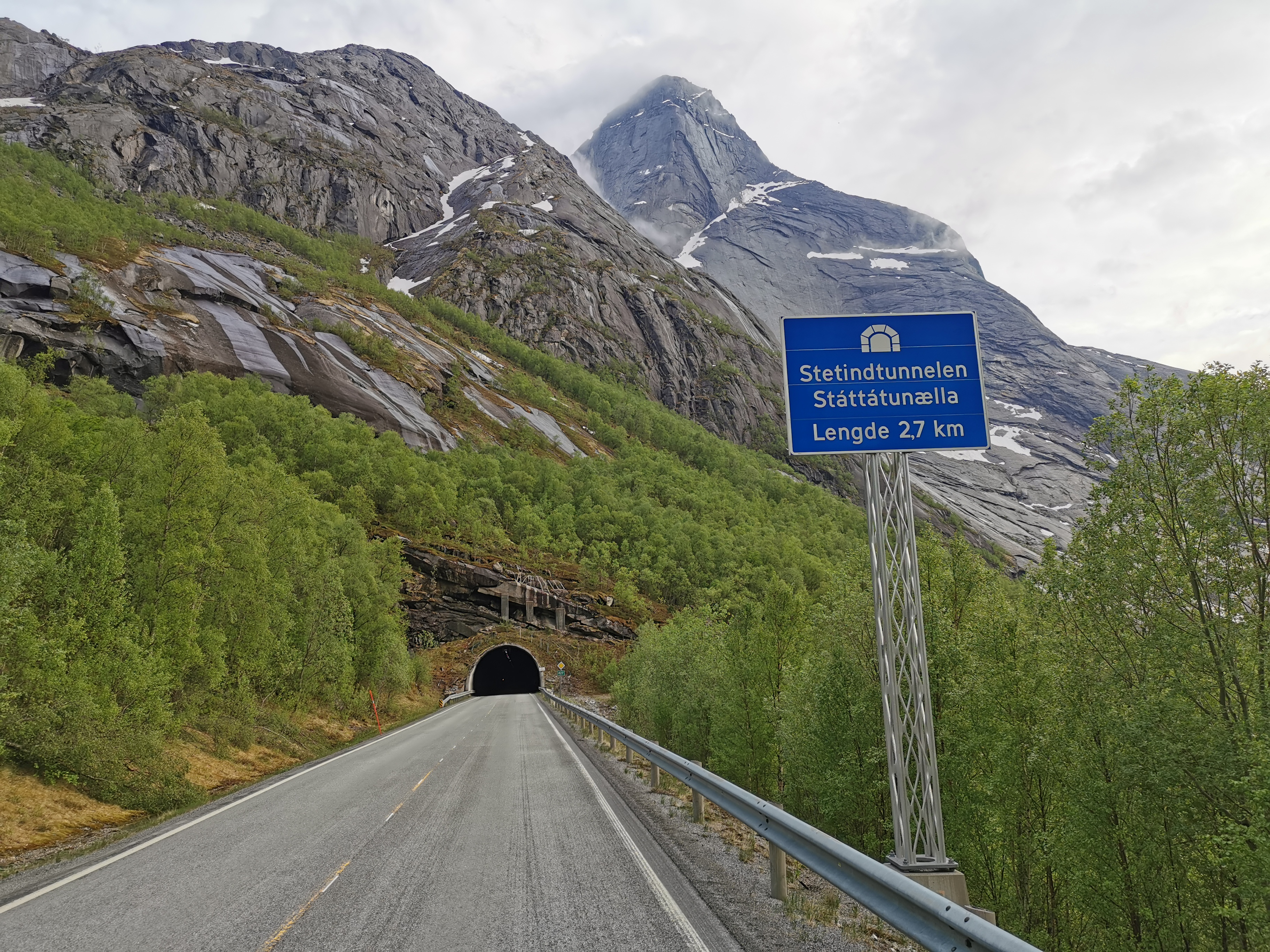
Der Stetind aus Nordosten gesehen mit dem dortigen Tunnelportal
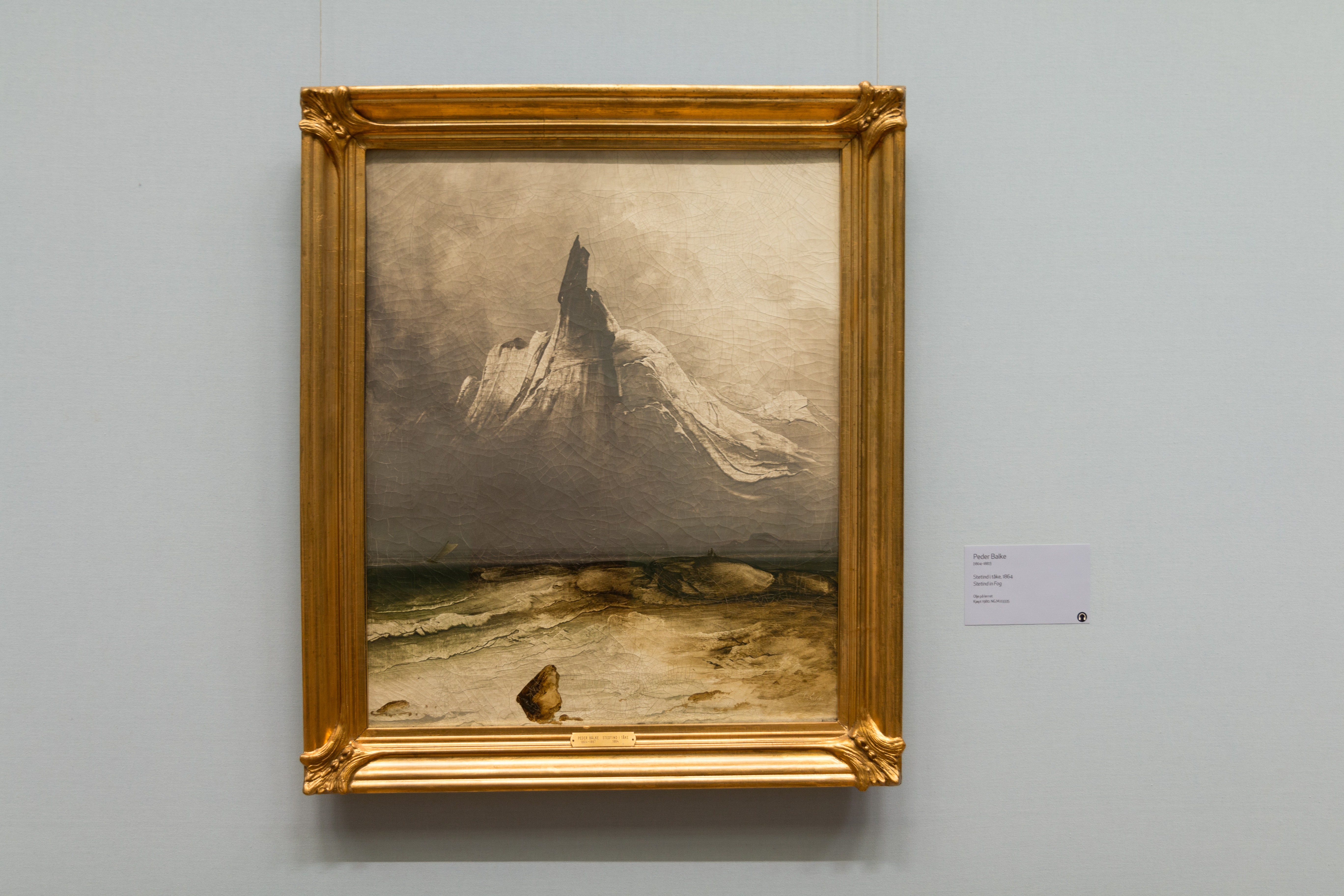
Der Stetind auf einem Ölgemälde von Peder Balke aus dem Jahr 1864
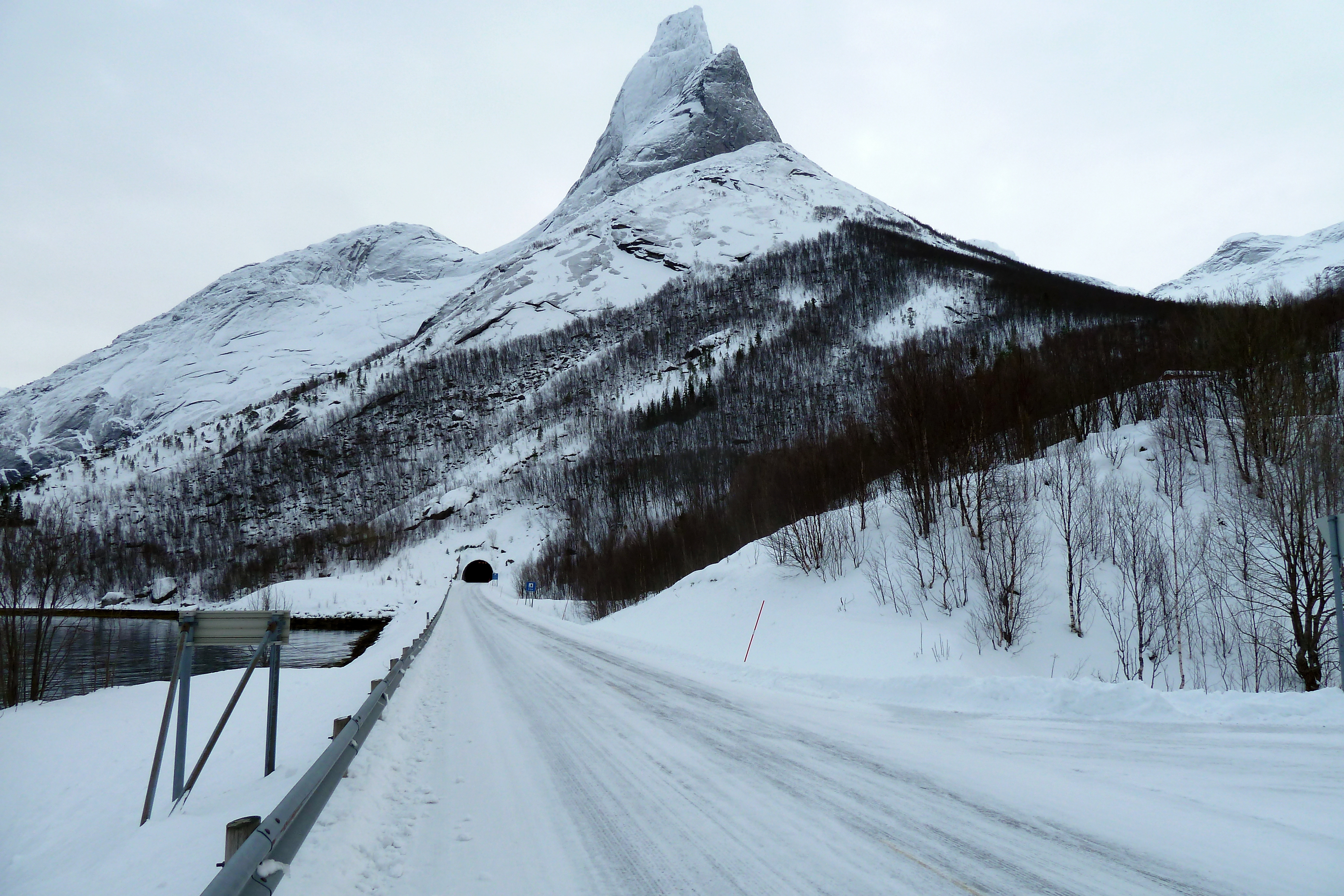
Der Stetind im Winter